# 특수경찰: 스페셜 ID
《특수경찰: 스페셜 ID》(중국어: 特殊身份, 영어: Special ID)는 2013년 공개된 영화이다. 이 영화는 2013년 10월 18일에 중국에서 개봉되었다.

## 줄거리
홍콩 경찰은 중국에서 가장 악명 높은 범죄 조직에 잠입한 언더커버 경찰이다. 조직의 보스 헝은 조직 내부에 침투한 정부 스파이들을 색출하려 혈안이 되어 있고, 경찰은 자신의 신분을 숨기면서 가족을 지키기 위해 고군분투한다.
홍콩 경찰의 동료 언더커버 경찰들이 하나씩 제거되면서, 찬은 자신의 목숨도 위험해질 수 있다는 불안감에 휩싸인다. 이제 홍콩 경찰은 모든 것을 걸고 조직을 무너뜨리고 잠입 임무를 수행하기 전의 삶을 되찾고자 한다. 위기가 고조될수록 홍콩 경찰은 자신이 가진 특별한 신분을 지켜야만 한다. 그 신분은 그가 결코 원하지 않았던 것이었지만, 너무 늦기 전에 그 신분을 보호해야 한다.

## 출연

### 주연
- 견자단
- 경첨
- 안지걸
- 장한위
- 예성
- 정중기

### 조연
- 바오치징
- 오지웅
- 노혜광

## 기타
- -무술감독: 견자단